# Horisme decreta
Horisme decreta är en fjärilsart som beskrevs av Walker 1866. Horisme decreta ingår i släktet Horisme och familjen mätare. Inga underarter finns listade i Catalogue of Life.